# Епидемија
Епидемија (грчки: επιδημία — „међу народом распрострањено”) необично често је појављивање једне болести у једној популацији. Епидемичне болести су између осталог колера, грип, тифус и куга. По правилу ради се увијек о инфективним болестима. Понекад се тај појам користи и за неинфекционе болести као на примјер за гојазност (да би се описале опасности као њене посљедице).
Ријеч епидемија је настала од грчких ријечи епи („преко”) и демос („народ”).
Ендемија, за разлику од епидемије, описује нормало и уобичајено појављивање (ширење) болести међу једном популацијом. Тако је на пример један одређени проценат оболелих од грипа сасвим нормалан. Чим број оболелих пређе једну одређену границу (код грипа је то 10%) може се говорити о епидемији. Епидемије које прелазе државне или чак континенталне границе називају се пандемије.
Код животиња се епидемије означавају као епизоотије.